# Alchemilla adelodictya
Alchemilla adelodictya es una especie de planta del género Alchemilla, perteneciente a la familia Rosaceae.

## Taxonomía
Alchemilla adelodictya fue descrita por Juz. en 1957.

## Distribución
Se encuentra en el territorio de Transcaucasia.